# Ablabys taenianotus
Cá mào gà lá (Danh pháp khoa học: Ablabys taenianotus), tên tiếng Anh là Cockatoo waspfish, là một loài cá trong họ cá mù lằn Scorpaenidae thuộc bộ cá Mù làn Scorpaeniformes phân bố ở vùng biển nhiệt đới và ôn đới của một số vùng phía Đông Ấn Độ và Tây Thái Bình Dương, từ bờ biển trung tâm của Tây Úc về phía nam tới bờ biển miền trung bang New South Wales. Phân bố ở Việt Nam trong vùng biển Đông.

## Đặc điêm
Cá khai thác thương mại có chiều dài tổng trung bình 8 cm, dao động từ 5 đến 12 cm. Màu sắc của chúng là toàn thân màu cam nâu, các vây màu nhạt hơn so với thân. Vây lưng bắt đầu từ ngay phía trên mắt, với 17 tia gai cứng giương cao như mào gà. Vây ngực lớn, vây đuôi hình lưỡi mác.
Môi trường sống: Cần hệ sinh thái rạn, độ sâu tới 78 m, vùng nhiệt đới tọa độ 38°N–31°S, 90°E–179°E. Cá thích sống khu vực nông với đống đổ nát và cỏ dại. Thường sống đơn lẻ hay theo cặp, chúng ăn cá, cua, giun nhiều tơ giun, tôm, sứa, ăn các loài nhuyễn thể, tôm nhỏ, động vật phu du, ăn đêm

## Giá trị
Chúng là loài có giá trị về nuôi cảnh, nhu cầu thị trường được nguồn cung đáp ứng), với khả năng cung ứng đạt 97% lượt nhu cầu của cửa hàng trong tuần, và lượng hàng bán ra chiếm 34% lượng hàng sẵn có trong tuần. Địa bàn khai thác ở Việt Nam: Nha Trang, Trường Sa, Phú Quý, Phú Quốc. Mùa vụ khai thác từ tháng 3 đến tháng 11 hàng năm.